# Acalypha crockeri
Acalypha crockeri é uma espécie de flor do gênero Acalypha, pertencente à família Euphorbiaceae.